# DeLaval
DeLaval International AB er en svensk producent af staldmaskiner med hovedkvarter i Tumba, Sverige. Det er siden 1993 et datterselskab til Tetra Laval. På verdensplan har de 18 fabrikker og ca. 4.500 ansatte. De producerer primært fodermaskiner og malkemaskiner.

## Historie
I 1870 opfandt Gustaf de Laval (1845–1913) den første centrifugale separator.
AB Separator åbnede deres første fabrik, der producerede malkemaskiner i Hamra i 1898. I 1963 skiftede AB Separator navn til Alfa-Laval AB. Tetra Laval Group blev etableret i 1993 efter at Tetra Pak overtog Alfa Laval i 1991.